# Природні резервуари вуглеводнів

Природні резервуари вуглеводнів (рос. резервуар нефтяной природный; англ. petroleum reservoir, нім. Naturerdölreservoir n) — пористо-тріщинуваті гірські породи, що вміщують поклади нафти, газу і конденсату.

## Загальна характеристика
Природні резервуари вуглеводнів характеризуються чотирма елементами: гірська порода-колектор, поровий простір, власне флюїди, резервуарна пастка.
За колекторськими властивостями і умовами залягання розрізняють: пластові, масивні, пластово-масивні та літологічно обмежені природні нафтові резервуари.
Поза ділянками накопичення вуглеводні у природних резервуарах знаходяться у постійному русі. Разом з водою та іншими флюїдами вони фільтруються крізь зони проникності у гірських породах. Із глибиною швидкість їх руху зменшується, проте в зонах тектонічних розривних порушень (розломів) вона має високі значення і на великих глибинах.

## Різновиди
Пластовий резервуар звичайно характеризується невеликою товщиною і розповсюджується на величезні площі (сотні і тисячі км2). Знизу і зверху він обмежується флюїдонепроникними породами. Флюїди у такому резервуарі рухаються із зон найбільшого напору (найбільшої глибини) до зон найменшого напору (найменшої глибини).
Масивний резервуар — велика товща (до 1,0 км і більше) проникних порід, що перекрита згори і з боків непроникними породами. Часто резервуари такого типу формуються у древніх (викопних) рифах. Фільтрація вуглеводнів тут відбувається у бік покришки.
Пластово-масивний резервуар — комбінація пластового і масивного резервуарів. Це, як правило, товщі колекторів, що перешаровуються з флюїдотривкими пластами. Але внаслідок існування чисельних тектонічно послаблених ділянок (зон розривних порушень) у цьому масиві гірських порід, увесь він є єдиною флюїдодинамічною системою. У такому резервуарі вуглеводні фільтруються як у горизонтальному (по породах — колекторах) так і у вертикальному (по зонах розривних тектонічних порушень) напрямках.
Літологічно обмежений резервуар — це товща порід-колекторів, що з усіх боків оточена флюїдонепроникними породами. Він, зазвичай має вигляд лінзи. Флюїди через невеликі розміри резервуару рухаються у ньому в обмеженому просторі.
Ємність нафтогазових резервуарів визначається їхніми розмірами і величиною пористості колектора. Найбільшу ємність мають перші три типи резервуарів.
В межах природних резервуарів знаходяться ділянки накопичення (скупчення) вуглеводнів, що мають назву пасток.
Ємність нафтогазових резервуарів визначається їхніми розмірами і величиною пористості колектора. Найбільшу ємність мають перші три типи резервуарів. 
З гідродинамічних умов усі природні резервуари слід ділити на відкриті, напівзакриті та закриті (ізольовані). Відкриті резервуари – ті, які мають прямий зв’язок з денною поверхнею, ізольовані резервуари – ті, які не мають ніякого зв’язку ні з денною поверхнею, ні з іншими пластами. Напівзакриті резервуари є проміжними між двома іншими типами резервуарів.
Не всі природні резервуари, які трапляються в земній корі, можуть бути заповнені нафтою чи газом. Переважна їх більшість заповнена водою. Нафта і газ, які потрапили у природний резервуар, заповнений водою, піднімаються вверх під впливом виштовхувальної сили, тобто різниці у густині фаз. Це переміщення відбувається до моменту зустрічі якоїсь перешкоди, тобто до моменту, коли нафта чи газ потрапить у певну пастку, де їх подальший рух стає неможливим.